# エリザベス・ブラックウェル (植物画家)
エリザベス・ブラックウェル（Elizabeth Blackwell、1699年 - 1758年）は、スコットランド出身の画家、版画家である。植物画集『キューリアス・ハーバル』（Curious Herbal：1737年-1739年）は最も有名な植物画集のひとつである。

## 生涯
アバディーンに生まれた。スコットランドの商人の娘で、若い頃から絵画の訓練を受けた。28歳でいとこの医師、アレキサンダー・ブラックウェルと結婚し、アバディーンで医者を開業するが、無免許の疑いが起こり、ロンドンに移る。夫は印刷業を始めるが、法律に定める訓練を受けず、印刷業者が加入しなければならない組合にも入らなかったため、重い罰金が科せられ、印刷所は閉鎖しなければならなかった。夫は債務を払えなかった人間の入る刑務所に収監され、2年間を獄中で過ごした。子供も生まれていた。
経済的困難に対するためにブラックウェルは自分の絵を博物学者で、薬剤師組合の会長をつとめていたハンス・スローンに送ると、その技術はスローンらに注目され、医師や薬剤師のために、重要な薬草や新たにアメリカで発見された植物の詳細図を描く仕事を得た。チェルシーに移り、チェルシー薬草園で植物を写生し、図をつくった。イギリスでの植物の名前と、ラテン名、ギリシャ名、イタリア、ドイツ、オランダでの名前が記され、1722年のジョセフ・ミラーの"Botanicum Officinale"などから引用された短い情報がつけられた。エリザベス・ブラックウェルに植物学の知識はなかったが、出獄した夫や薬草園の学芸員のアイザック・ランド（Isaac Rand）がそれを補った。
1737年から1739年にかけて『キューリアス・ハーバル』（原題の直訳：500の図版付き新奇な薬草、現在、医療に用いられる有用植物："A Curious Herbal Containing Five Hundred Cuts, of the most useful Plants Which are now used in the Practice of Physick"）が、ブラックウェル、ジョン・ナース（John Nourse）、サミュエル・ハーディング（Samuel Harding）の共著でフォリオ版の2巻本で出版された。高い図版の質や魅力的な海外の植物の図版で大成功を収め、ヨーロッパ諸国で翻訳出版された。1947年から1949年にドイツの医師、薬剤師のクリストフ・ヤーコブ・トロゥー(Christoph Jacob Trew)によって、植物学的な記述などに改訂をうけて、Herbarium Blackwellianum emendatum et proprietary formula,として出版された。
エリザベス・ブラックウェルの成功で夫の負債を一旦は返済することができたが、夫はまた借金をして、一人でスウェーデンに逃れた。スウェーデン王室で医師としていくらかの成功を収めるが、スウェーデン王位継承をめぐりイングランド側のスパイとして関わったという嫌疑により1747年に処刑された。エリザベス・ブラックウェル自身の後半生は知られていないが、1758年に没してチェルシーに葬られた。

## キューリアス・ハーバルの画像

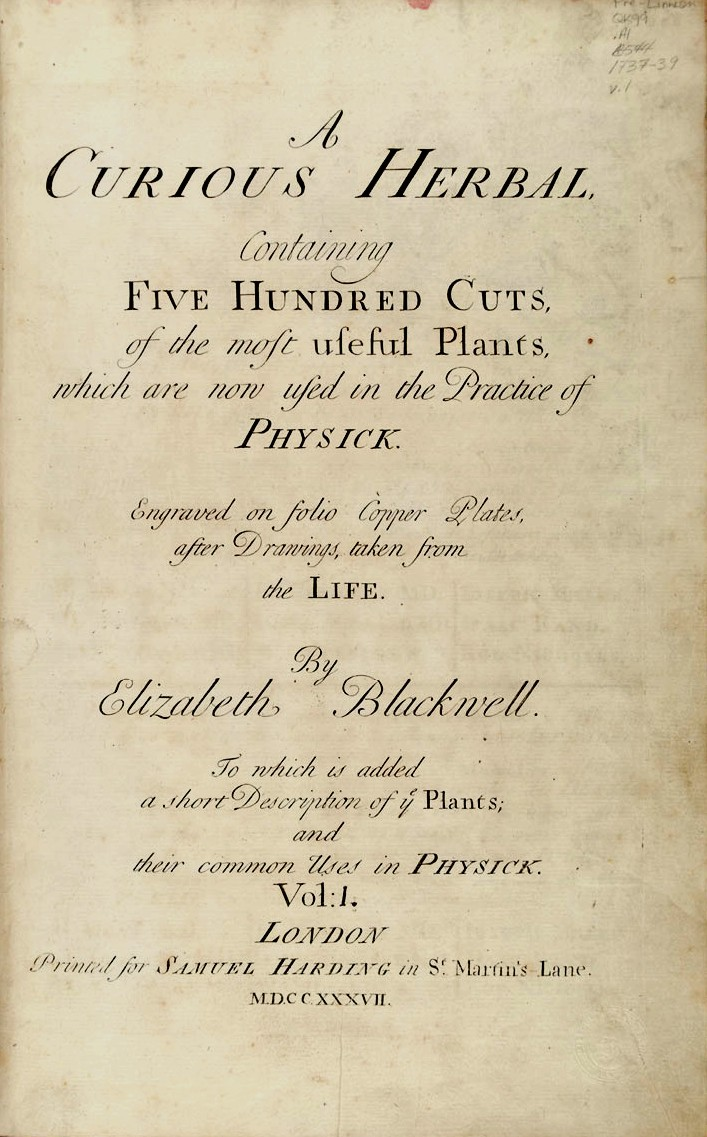
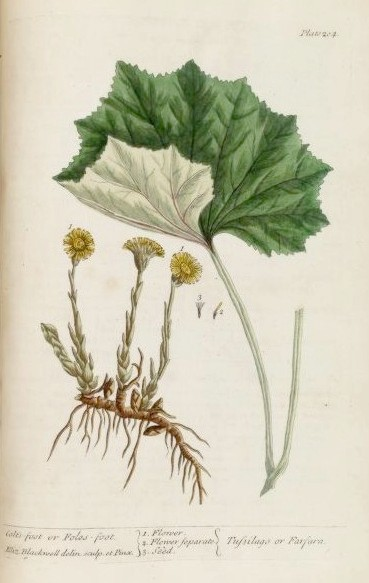
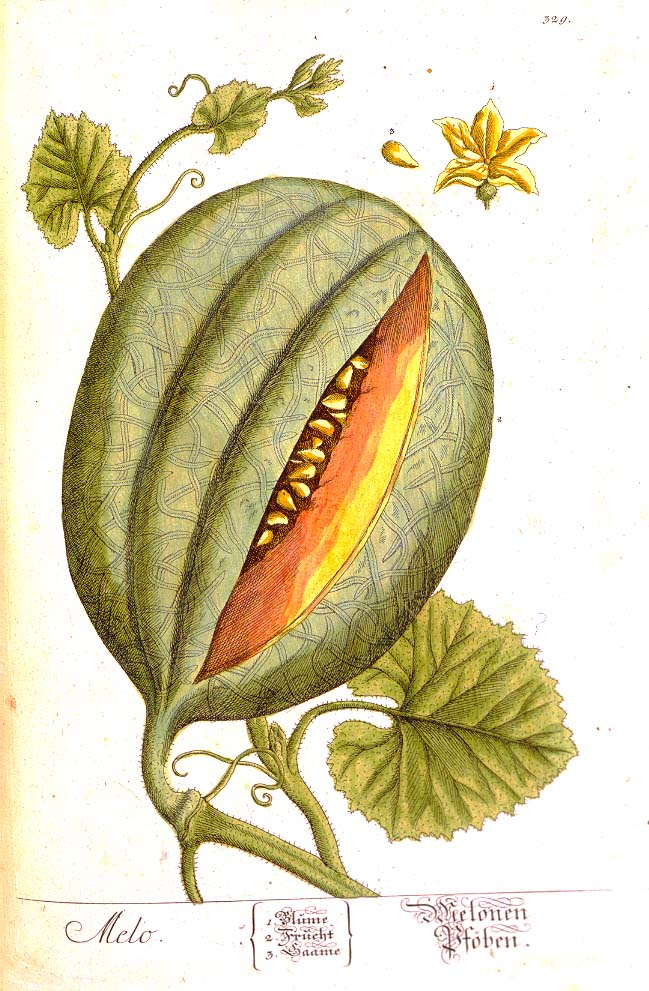
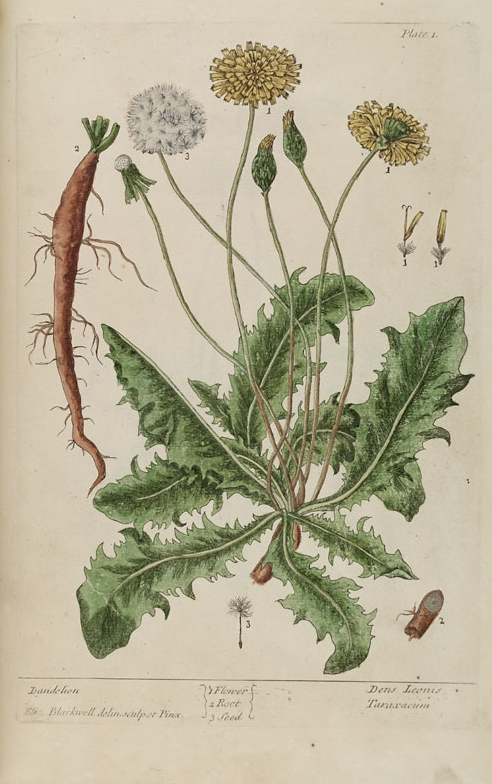